# قسموس جبلي
قسموس جبلي (الاسم العلمي:Cosmos montanus) هو نوع من النباتات يتبع جنس القسموس من الفصيلة النجمية.